# Ctenus similis
Ctenus similis är en spindelart som beskrevs av F. O. Pickard-Cambridge 1897. Ctenus similis ingår i släktet Ctenus och familjen Ctenidae. Inga underarter finns listade i Catalogue of Life.